# Epir

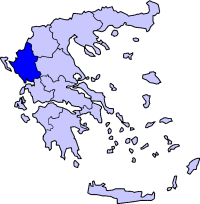
Region administracyjny Epir

Zamieszkiwanie epirockiej ludności grecko-prawosławnej, według źródeł greckich z 1918 r. Granicę grecko-albańską oznaczono czerwoną linią

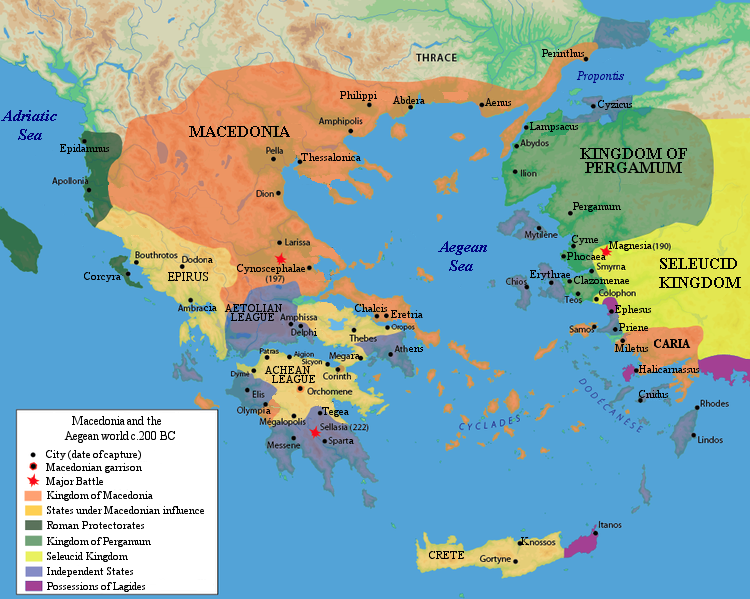
Epir ok. 200 r. p.n.e.

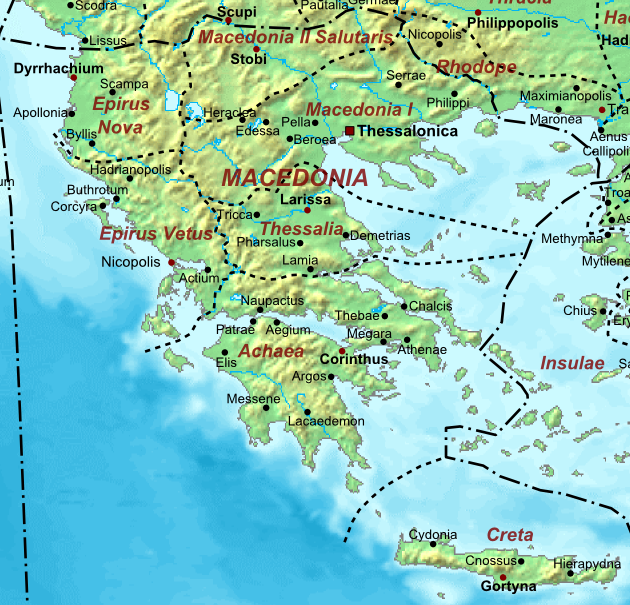
Epirus vetus i Epirus nova wśród prowincji macedońskich ok. 400 n.e.

Epir (grecki Ήπειρος – Ipiros, co oznacza kontynent lub wnętrze dużego lądu) – górzysta kraina położona w północno-zachodniej części Grecji, nad Morzem Jońskim, na północy graniczy z Albanią, na wschodzie z Tesalią, a na południu z Etolią i Akarnanią. Ponadto istnieje także Epir Północny, czyli zamieszkały przez Albańczykow, Greków i Wołochów obszar, położony po albańskiej stronie granicy.
Grecka część Epiru była do końca 2010 roku podzielona na cztery prefektury ("nomoi"): Arta, Janina, Preweza i Tesprotia. Graniczy z regionami: Macedonia Zachodnia, Grecja Zachodnia, Grecja Środkowa i Tesalia. Ma powierzchnię 9200 km², około 350 000 mieszkańców. Największym miastem jest Ioannina (Janina), licząca 100 000 mieszkańców. Ludność Epiru stanowią głównie Grecy, są także dwie małe mniejszości etniczne – Albańczycy i Wołosi (Arumuni).
Historyczna kraina Epiru rozciągała się dużo dalej na północ, na tereny dzisiejszej Albanii, gdzie Grecy nadal stanowią zauważalną mniejszość etniczną. Obszar ten jest nazywany przez Greków Północnym Epirem. Mieszkający dawniej w Epirze Albańczycy przenieśli się do Albanii po II wojnie światowej i greckiej wojnie domowej. Grecja przez długi czas uważała, że tereny południowej Albanii należą do niej, ale w końcu obydwa kraje zgodziły się na obecne granice.
Epir jest krainą górzystą; szczyty pasma górskiego Pindos sięgają 2600 m i oddzielają Epir od Macedonii i Tesalii. Większość Epiru leży po zawietrznej stronie Pindos i wiatry znad Morza Jońskiego przynoszą do Epiru znacznie więcej opadów w porównaniu z resztą Grecji, co częściowo niweluje niedostateczną żyzność gleb górskich. Z powodu nieurodzajności ziemi produkcja rolna w Epirze zawsze była jedną z najniższych w Grecji; istotną rolę odgrywało natomiast pasterstwo. W okolicach Janiny uprawia się tytoń. Na niewielką skalę uprawia się też pszenicę, winorośl, oliwki i kukurydzę, ale większość żywności jest importowana z innych regionów kraju. Pomimo wielu atrakcji do Epiru nie przyjeżdża tylu turystów co do innych części Grecji.

## Historia

### Antyk
Greckie słowo épejros oznacza "ląd" lub "kontynent" i pierwotnie używane było do określenia całego wybrzeża Zatoki Korynckiej. Antyczni Grecy osiedlili się w Epirze w I tysiącleciu p.n.e., ale przez cały czas były to tereny sporne, o które walczyli także mieszkający nad Morzem Adriatyckim Ilirowie. Największe znaczenie miały plemiona: Chaonowie, Tesprotowie i Molossowie. W polityce starożytnej Grecji Epir miał znaczenie marginalne. Greckie państwa-miasta (polis) założyły na jego terytorium wiele kolonii, które służyły głównie jako porty dla statków płynących na Adriatyk i do Italii.
Od V w. p.n.e. Epir był rządzony przez dynastię, która twierdziła, że wywodzi się od Neoptolemosa, zwanego Pyrrosem, syna Achillesa. Dla Greków Epir był ważnym miejscem głównie z powodu umiejscowienia tam świątyni i wyroczni w Dodonie – drugiej co do ważności przepowiedni starożytnych Greków ustępującej tylko delfickiej Pytii. W IV w. p.n.e., po wstąpieniu na tron szanowanego w świecie greckim króla Arybbasa, Epir znacznie przybliżył się do świata greckiej polityki i kultury. Siostrzenica Arybbasa, Olimpias poślubiła Filipa II Macedońskiego i urodziła Aleksandra Wielkiego.
Po śmierci Arybbasa na tron wstąpił Aleksander I, który odzyskał niezależność kraju od Macedonii. Przyjął on tytuł króla Epiru i znacznie poprawił wpływy i znaczenie Epiru w innych krajach. Jednym z następców Aleksandra był Ajakides, który został zdetronizowany w 317 p.n.e. Jego syn Pyrrus przejął ostatecznie władzę w 297 p.n.e. i przez sześć lat prowadził działania wojenne przeciwko Rzymowi w południowej Italii oraz Kartaginie na Sycylii. Wojny z Rzymem przysporzyły Epirowi dużej, ale krótkotrwałej sławy.
Po śmierci Pyrrusa w 272 p.n.e. znaczenie Epiru zmalało. W 168 p.n.e. Rzymianie pod wodzą Emiliusza Paulusa splądrowali kraj i praktycznie stał się on zależny. Rządził nim tyran Charops.
W r. 157 p.n.e. Epir stał się posiadłością rzymską, a od 146 p.n.e. częścią prowincji Rzymska Macedonia.
W 27 p.n.e. wszedł w skład prowincji Achaja, a w czasach Trajana stał się odrębną prowincją, wkrótce otrzymując nazwę Epirus Vetus (dla odróżnienia od prowincji zwanej Epirus nova leżącej na północ).
Przez następne 300 lat Epir był rządzony z Rzymu, aż pod koniec IV w. n.e. przeszedł pod kontrolę Konstantynopola i Cesarstwa Bizantyńskiego. Głównymi ośrodkami w czasach cesarstwa były Nikopolis i Buthrotum.
Jego tereny były wielokrotnie najeżdżane i zasiedlane przez Gotów, później Słowian, i grecki charakter kraju był stopniowo wypierany, ale nie został do końca zapomniany i zagubiony.

### Średniowiecze
Po upadku Konstantynopola w czasie czwartej krucjaty (1204) Epir znalazł się pod władzą krzyżowców. Po okresie zamieszania, Karol II Tocco, władca Cefalonii i Zante przyjął tytuł despoty Epiru.
W 1443 albański przywódca Skanderbeg poprowadził powstanie przeciwko Imperium Osmańskiemu i opanował większość Epiru. Po jego śmierci obszary te znalazły się w sferze wpływów Wenecji.

### Czasy nowożytne
Pod koniec XV wieku cały region został ponownie podbity przez Imperium Osmańskie, które rządziło Epirem przez następne 400 lat. Pod władzą osmańską Epir był podrzędną dzielnicą zamieszkaną przez prawosławnych Greków i Albańczyków oraz muzułmańskich Albańczyków i Turków.
Pod koniec XVIII wieku, w miarę zmniejszania się roli Imperium osmańskiego, Epir został praktycznie niezależnym regionem pod władzą Ali Paszy, albańskiego księcia który otrzymał tytuł paszy (czyli gubernatora prowincji) w 1788. Jego wpływy roztaczały się na większość zachodniej Grecji i Albanię. Po wybuchu greckiej wojny o niezależność, Ali próbował stworzyć z Epiru niezależne państwo, ale został zamordowany przez osmańskich szpiegów w 1822.
Po odzyskaniu niepodległości przez Grecję, Epir pozostał pod władzą państwa tureckiego. Porozumienie Berlińskie z 1881 dało Grecji część Epiru, a reszta została przyłączona do Grecji dopiero w trakcie wojny bałkańskiej 1912–13. Następnie Grekom ciężko było pogodzić się z okolicznością, że zdobyta przez nich, po ciężkich, przełamujących poważne umocnienia, walkach z turecką armią, częściowo greckojęzyczna, północna część Epiru przypadła Albanii.
Po wybuchu I wojny światowej i upadku Albanii, Włosi przejęli jej północne tereny, a Grecja zyskała południową część tego kraju, tzw. Północny Epir. Wewnętrzne podziały wśród Greków spowodowały, że siły greckie zostały wycofane z tego regionu w 1916 r. i zajęte przez Włochów. Konferencja Pokojowa w Paryżu w 1919 r. przyznała te tereny Grecji, ale przegrana tego kraju w wojnie grecko-tureckiej w latach 1919–1922 spowodowała, że Grecja nie mogła ich utrzymać i przeszły pod władanie Albanii.
W 1939 Albanię wraz z północnym Epirem zajęli Włosi, którzy rok później zaatakowali Grecję. W wyniku kontrataku Grecy ponownie zajęli północny Epir, ale niemiecka inwazja w 1941 zakończyła się kapitulacją Grecji i Epir znalazł się pod włoską okupacją do 1943 r., kiedy został przejęty przez Niemców. Górskie wyżyny Epiru stanowiły świetny teren dla działań partyzanckich i wkrótce powstało tam wiele oddziałów greckich, aktywnie stawiających opór okupantowi. Epir był wtedy jedyną prowincją Grecji, zdominowaną przez partyzantów rojalistycznego ugrupowania EDES, dowodzonego przez Napoleona Zerwasa, a nie lewicowo-republikańskiego ELAS.
Po wycofaniu się Niemców z Grecji w 1944, grecki nacjonalistyczny ruch oporu EDES próbował przejąć południową część Albanii na rzecz Grecji, idea ta nie znalazła jednak uznania na scenie międzynarodowej. W czasie greckiej wojny domowej, w górach Epiru toczyły się najcięższe walki, w tym dwukrotnie bitwa w masywach gór Grammos i Vitsi, za drugim razem rozstrzygająca wynik wojny na korzyść królewskiego rządu.
Po Traktacie Lozańskim, muzułmańska mniejszość albańska greckiego Epiru została wysiedlona do Albanii i Turcji. Niemniej Grecy nadal orędowali za przejęciem przez Grecję Północnego Epiru, argumentując zamieszkiwaniem go głównie przez ludność narodowości greckiej i doznawanymi przez nią drastycznymi (w okresie komunizmu) prześladowaniami narodowościowymi. Po upadku komunizmu w Albanii w 1991 agitacja z obu stron nie ustała.

## Sytuacja obecna
Jeszcze w 1993 r. Albania deportowała wysokiego dostojnika kościoła greckiego za "działania wywrotowe", co spowodowało krótkotrwały konflikt polityczny. Aktualnie sytuacja ludności greckiej uległa poprawie, zarówno w zakresie szkolnictwa, jak i ekonomicznej, wobec emigracji zarobkowej większej części tej ludności do Grecji (co dotyczy także ok. 800 tysięcy rdzennych Albańczyków). Grecy dysponują już w Albanii prawami mniejszości, niemniej nie we wszystkich miejscowościach, zamieszkałych przez nich oraz wciąż dochodzi do lokalnych zadrażnień, a w mieszanych szkołach do tolerowanych, jeśli nie inspirowanych rękoczynów, np. w dni greckich świąt narodowych. Policja często nie reaguje na zgłoszenia. Sporadycznie dochodzi do mordów na tle czysto narodowościowym, ostro i publicznie potępianych następnie przez albańskie władze państwa. Grecja, kierując się danymi Greckiego Kościoła Prawosławnego, ocenia liczebność swej mniejszości w Albanii na ok. 12% ludności kraju. Albańskie władze uznają, że jest to 3%. Grecki Komitet Helsiński wskazuje na liczącą 300-400 tysięcy osób mniejszość prawosławną, składającą się głównie z Greków i Arumunów.  Ρotwierdza to dane strony greckiej, ponieważ Arumuni w Grecji od co najmniej stuleci w większej części identyfikują się także jako Grecy. Kwestia Epiru i zamieszkujących ją mniejszości, wciąż kontrowersyjna dla obu krajów, wydaje się zmierzać w stronę dobrosąsiedztwa. Jednocześnie widoczne są szybka modernizacja i zdecydowany wzrost poziomu życia, także w albańskiej części tej prowincji.